# محمد خالد نوردين (سياسي)
محمد خالد نوردين (بالملايوية: Mohamed Khaled Nordin)‏ هو سياسي ماليزي، ولد في 30 نوفمبر 1958 في ماليزيا. حزبياً، نشط في المنظمة الوطنية الملاوية المتحدة. وقد انتخب عضو ديوان الرعية ‏ وانتخب Ministry of Higher Education (Malaysia) ‏.